# 高茎毛兰
高茎毛兰（学名：Eria pulvinata）为兰科毛兰属下的一个种。

## 扩展阅读
- 維基物種上的相關：高茎毛兰